# خوان فیگویردو
خوان فیگویردو (انگلیسی: João Figueiredo؛ ۱۵ ژانویهٔ ۱۹۱۸ – ۲۴ دسامبر ۱۹۹۹) یک سیاستمدار اهل برزیل بود.